# Ginés Pérez de Hita
Ginés Pérez de Hita (1544? – 1619?) était un poète et écrivain espagnol, né à Mula (région de Murcie) au milieu du XVIe siècle.
Il a probablement participé à la campagne contre les "morisques" (des musulmans ou descendants de musulmans convertis mais soupçonnés d'avoir gardé leur foi originelle) dans les Alpujarras en 1560.

## LesGuerres civiles de Grenade
Il doit sa large célébrité à son œuvre, l'Historia de los bandos de los Zegríes y Abencerrajes (1595–1619), mieux connue sous le nom des Guerres civiles de Grenade, qui prétend être une chronique tirée sur témoignage original en arabe, écrite par un certain Aben-Hamin.
Abed-Hamin est un personnage (probablement) fictif et les Guerres civiles de Grenade sont, en réalité, un roman historique, peut-être le premier du genre dans l'Histoire, et en tout cas celui qui a atteint le plus grand degré de popularité.
Dans la première partie, les événements qui conduisent à la chute de Grenade sont décrits avec un talent exceptionnel, et la transcription alerte et vivante faite par Pérez de Hita de la vie à la cour de l'émir a clairement suggéré une inspiration des romans picaresques. La seconde partie relate les événements personnels vécus par Pérez de Hita et elle n'a jamais connu l'influence et la popularité de la première partie.

## Œuvres
- Historia de los Vandos de los Cegries, y Abencerrages, cavalleros Moros de Granada, y las civiles guerras que huvo en ella, hasta que el rey Don Fernando el quinto la gano. Traducida en castellano por Gines Perez de Hita [...] Primera parte.
- Historia de los Vandos de los Zegries, y Abencerrages caualleros Moros de Granada, de las ciuiles guerras que huuo en ella, y batallas particulares que huuo en ella, y batallas particulares que huuo en la Vega ante moros y christianos, hasta que el rey don Fernando quinto la gano. Agora nueuamante sacado de vn libro arabigo, cuyo autor de vista fue vn moro llamado Aben Hamin, [...] Traduzido en castellano por Gines Perez, 2e éd., Corregida y emendada, Valencia, 1597.
- La diez y siete libros de Daris del Belo troyano.
- Segunda parte de las guerras civiles de Granada, y de los crueles Vandos, entre los conuertidos [...] sucedida en el aňo de 1568 [...] por Gines Perez vezino de Murcia, Alcala, 1619.

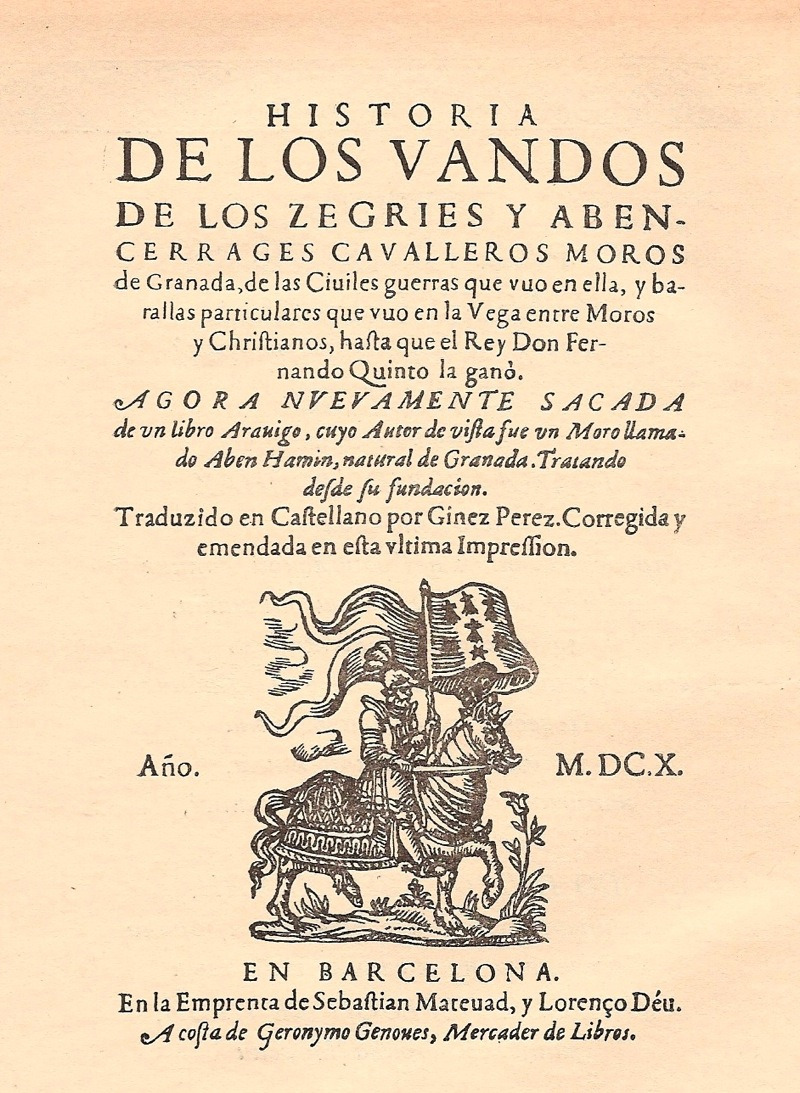
Gines Perez de Hita, Historia

### Édictions critiques et traductions
- Histoire chevaleresque des Maures de Grenade, traduite de l'espagnol de Ginès Pérez de Hita, précédée de quelques réflexions […] avec des notes historiques et littéraires; par A. M. Sané, Tome premier [-second], Paris, chez Cérioux jeune, 1809.
- (en),(es) Guerras civiles de Granada: primera parte / Ginés Pérez de Hita; edited, with an introduction, notes, glossary and appendix by Shasta M. Bryant, Newark, Delaware, Juan de la Cuesta, 1982.
- (es) Historia de los bandos de zegríes y abencerrajes: (primera parte de las guerras civiles de Granada) / Ginés Pérez de Hita; estudio preliminar e índices por Pedro Correa Rodríguez, Granada, Universidad de Granada, 1999.
- (es),(it)Historia de los bandos de los Zegríes y Abencerrajes de Ginés Pérez de Hita; éd. critique de Mirko Brizi, Como-Pavia, Ibis, 2011.